# Natation aux Jeux du Commonwealth de 2006
Navigation
Édition 2002 Édition 2010
Les épreuves de natation des Jeux du Commonwealth de 2006, la 18e édition, se sont déroulées du 16 au 21 mars 2006 à Melbourne, en Australie. 
À cette occasion, 38 épreuves sont organisées, à parité entre les femmes et les hommes.  
Deux records du monde féminins ont été battus, l'un l'avant-dernière journée, l'autre lors de la journée de clôture.
L'Australie se classe au premier rang du tableau des médailles, devançant très nettement l'Angleterre et l'Écosse et ce succès est dû tout particulièrement aux australiennes, avec seize titres remportés, sur les dix-neuf en jeu, trois premières places dans six épreuves (50 et 100 m nage libre, 50 m dos, 50 m brasse, 50 m papillon et 200 m 4 nages) et quatre doublés (100 m dos, 100 m brasse, 100 et 200 m papillon).   
Sont également prévues au programme quatre épreuves (50 m et 100 m nage libre), elles aussi à parité entre hommes et femmes, destinées aux nageurs handicapés.

## Calendrier des épreuves
(en) Calendrier sur le site officiel

## Records du monde battus
| Date         | Épreuve           | Nouveau détenteur                                                       | Nouveau temps | Ancien détenteur                                              | Ancien temps  | Date           |
| 20 mars 2006 | 100 mètres brasse | Leisel Jones                                                            | 1 min 05 s 09 | Leisel Jones                                                  | 1 min 05 s 71 | 3 février 2006 |
| 21 mars 2006 | 4 × 100 m 4 nages | Australie Sophie Edington Leisel Jones Jessicah Schipper Lisbeth Lenton | 3 min 56 s 30 | Australie Giaan Rooney Leisel Jones Petria Thomas Jodie Henry | 3 min 57 s 32 | 21 août 2004   |

## Tableau des médailles
- Nation organisatrice

| Rang | Nation                    | Or | Argent | Bronze | Total |
| ---- | ------------------------- | -- | ------ | ------ | ----- |
| 1    | Australie                 | 17 | 18     | 16     | 51    |
| 2    | Angleterre                | 8  | 11     | 3      | 22    |
| 3    | Écosse                    | 6  | 3      | 3      | 12    |
| 4    | Afrique du Sud            | 3  | 2      | 5      | 10    |
| 5    | Canada                    | 1  | 3      | 7      | 11    |
| 6    | Nouvelle-Zélande          | 1  | 1      | 4      | 6     |
| 7    | Pays de Galles            | 1  | 0      | 1      | 2     |
| 8    | Papouasie-Nouvelle-Guinée | 1  | 0      | 0      | 1     |
|      | Total                     | 38 | 38     | 39     | 115   |

- Deux médailles de bronze ont été décernées pour le 50 m papillon femmes

## Podiums

### Hommes
| Épreuves           | Or                                                                         | Or             | Argent                                                          | Argent         | Bronze                                                            | Bronze         |
| ------------------ | -------------------------------------------------------------------------- | -------------- | --------------------------------------------------------------- | -------------- | ----------------------------------------------------------------- | -------------- |
| Nage libre         |                                                                            |                |                                                                 |                |                                                                   |                |
| 50 m               | Roland Schoeman                                                            | 22 s 03        | Brent Hayden                                                    | 22 s 19        | Brett Hawke                                                       | 22 s 31        |
| 100 m              | Simon Burnett                                                              | 48 s 57        | Ryk Neethling                                                   | 49 s 20        | Roland Schoeman                                                   | 49 s 24        |
| 200 m              | Ross Davenport                                                             | 1 min 47 s 29  | Simon Burnett                                                   | 1 min 47 s 38  | Brent Hayden                                                      | 1 min 47 s 41  |
| 400 m              | David Carry                                                                | 3 min 48 s 17  | Andrew Hurd                                                     | 3 min 49 s 08  | David Davies                                                      | 3 min 49 s 44  |
| 1 500 m            | David Davies                                                               | 14 min 57 s 63 | Andrew Hurd                                                     | 15 min 09 s 44 | Hercules Prinsloo                                                 | 15 min 11 s 88 |
| Dos                |                                                                            |                |                                                                 |                |                                                                   |                |
| 50 m               | Matthew Clay                                                               | 25 s 04        | Liam Tancock                                                    | 25 s 10        | Gerhard Zandberg                                                  | 25 s 16        |
| 100 m              | Liam Tancock                                                               | 54 s 53        | Matt Welsh                                                      | 54 s 82        | Gregor Tait                                                       | 54 s 89        |
| 200 m              | Gregor Tait                                                                | 1 min 58 s 65  | George Du Rand                                                  | 2 min 00 s 32  | Cameron Gibson                                                    | 2 min 00 s 72  |
| Brasse             |                                                                            |                |                                                                 |                |                                                                   |                |
| 50 m               | Chris Cook                                                                 | 28 s 01        | Darren Mew                                                      | 28 s 07        | Brenton Rickard                                                   | 28 s 14        |
| 100 m              | Chris Cook                                                                 | 1 min 00 s 98  | James Gibson                                                    | 1 min 01 s 10  | Brenton Rickard                                                   | 1 min 01 s 17  |
| 200 m              | Mike Brown                                                                 | 2 min 12 s 23  | Brenton Rickard                                                 | 2 min 12 s 24  | Jim Piper                                                         | 2 min 12 s 26  |
| Papillon           |                                                                            |                |                                                                 |                |                                                                   |                |
| 50 m               | Roland Schoeman                                                            | 23 s 34        | Matt Welsh                                                      | 23 s 63        | Michael Klim                                                      | 23 s 74        |
| 100 m              | Ryan Pini                                                                  | 52 s 64        | Michael Klim                                                    | 52 s 70        | Moss Burmester                                                    | 52 s 73        |
| 200 m              | Moss Burmester                                                             | 1 min 56 s 64  | Travis Nederpelt                                                | 1 min 57 s 26  | Joshua Krogh                                                      | 1 min 59 s 18  |
| 4 nages            |                                                                            |                |                                                                 |                |                                                                   |                |
| 200 m              | Gregor Tait                                                                | 2 min 00 s 73  | Dean Kent                                                       | 2 min 01 s 08  | Brian Johns                                                       | 2 min 01 s 56  |
| 400 m              | David Carry                                                                | 4 min 15 s 98  | Euan Dale                                                       | 4 min 17 s 15  | Travis Nederpelt                                                  | 4 min 17 s 24  |
| Relais             |                                                                            |                |                                                                 |                |                                                                   |                |
| 4x100 m nage libre | Afrique du Sud Roland Schoeman Lyndon Ferns Gerhard Zandberg Ryk Neethling | 3 min 14 s 97  | Australie Michael Klim Eamon Sullivan Brett Hawke Ashley Callus | 3 min 15 s 54  | Canada Yannick Lupien Matthew Rose Colin Russell Brent Hayden     | 3 min 15 s 74  |
| 4x200 m nage libre | Angleterre Simon Burnett Alexander Scotcher Dean Milwain Ross Davenport    | 7 min 14 s 14  | Écosse David Carry Euan Dale Andrew Hunter Robert Renwick       | 7 min 14 s 40  | Australie Nicholas Ffrost Kenrick Monk Andrew Mewing Joshua Krogh | 7 min 14 s 99  |
| 4x100 m 4 nages    | Australie Matt Welsh Brenton Rickard Michael Klim Eamon Sullivan           | 3 min 34 s 37  | Angleterre Liam Tancock Chris Cook Matt Bowe Ross Davenport     | 3 min 36 s 40  | Écosse Gregor Tait Kristopher Gilchrist Todd Cooper Craig Houston | 3 min 39 s 75  |

### Femmes
Légende : RM : record du monde